# Stepan
Stepan (Степан, em ucraniano) é um gato ucraniano de coloração listrada, que ganhou popularidade mundial nas redes sociais pela sua natureza calma e postura blasé, tornando-se o gato mais popular da Ucrânia. Tem mais de um milhão e meio de seguidores no Twitter e Instagram. Desde 2019, Stepan tem também conta na rede TikTok.
Stepan nasceu em 2008, em Carcóvia. A dona de Stepan, Anna, encontrou-o quando era pequeno. Desde então, ele mora com ela em um alto edifício de apartamentos de Saltivka, em Carcóvia. Em 2020, durante o período de quarentena, Anna gravou o primeiro vídeo com seu gato e recebeu vários milhões de visualizações. Desde então, Anna vem postando novas fotos e tirando fotos do gato quase todos os dias, sempre inventando novas imagens para Stepan.
De acordo com o canal de Youtube do The Moskow Times, em julho de 2021, a fama do gato havia superado as fronteiras do país, com Stepan "capturando o coração" da Internet russa.
Em novembro de 2021, Britney Spears chamou a atenção para o gato em um seu post. A publicação teve mais de 1,1 milhões de apreciações e quase nove mil comentários.  Logo depois, a casa italiana Valentino publicou um anúncio de uma das suas malas de mão, com o gato Stepan.
A modelo Hailey Bieber e a atriz Diane Krueger também sobre o gato Kharkiv nas suas redes sociais.
A 24 de fevereiro de 2022, Anna e Stepan foram surpreendidos pela invasão da Ucrânia pela Rússia, durante a qual estão a ser feitos violentíssimos bombardeamentos em Carcóvia, com a destruição de parte da cidade, incluindo bairros residenciais, causando dezenas de mortos e feridos. Após o início da invasão, as contas de Stepan nas redes sociais confirmaram que tanto o gato como a sua dona sobreviveram aos bombardeamentos, encontrando-se num abrigo. Desde então, as fotos de Stepan são acompanhadas de fotos da destruição causada pelas forças russas, e mensagens pedindo o fim da invasão e o regresso da paz.